# Kloster Valvisciolo

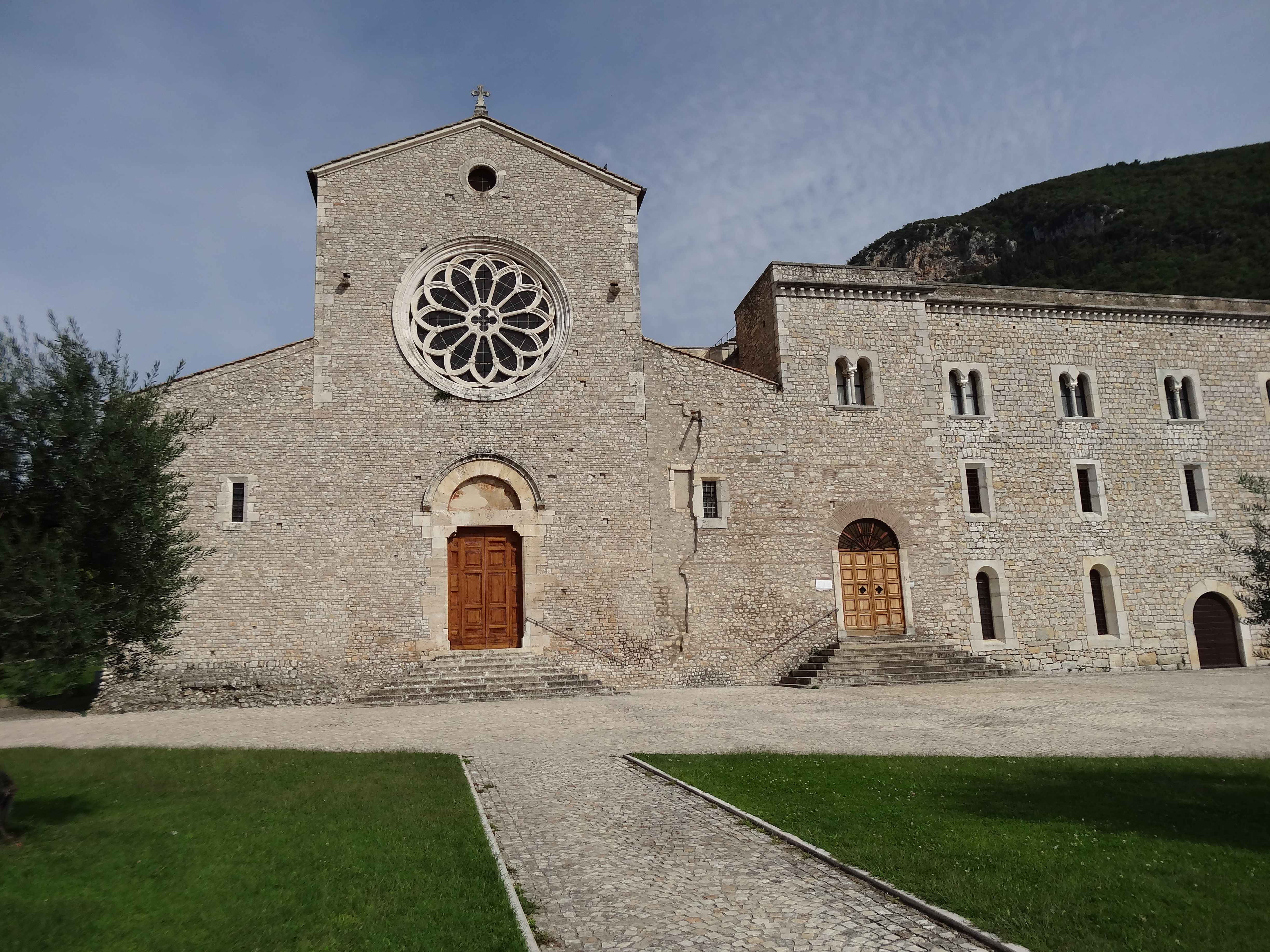
Kloster Valvisciolo

Kloster Valvisciolo (lat. Prioratus simplex B. M. V. Vallis Lusciniae) ist seit 1167 ein Kloster der Zisterzienser in Sermoneta, Provinz Latina, Region Latium, Bistum Latina-Terracina-Sezze-Priverno in Italien.

## Geschichte

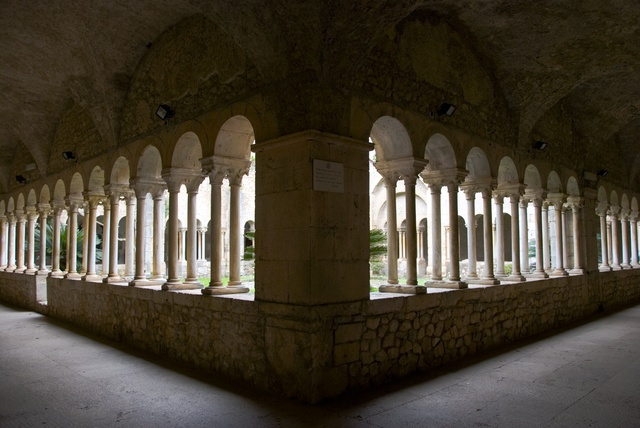
Kreuzgang

Das von Kaiser Friedrich Barbarossa zerstörte Kloster Marmosoglio wechselte 1167 in das wenig entfernte Valvisciolo bei Sermoneta (50 km südöstlich Rom) und nannte sich zuerst Abtei „Nuovo Marmosiglio“, später auch „Valvisciolo Carpinetana“, nach Carpineto Romano. 1312 wurde die Abtei aufgegeben, 1411 in eine Kommende und 1523 in ein Priorat umgewandelt. Von 1605 bis zur Schließung durch Napoleon Bonaparte 1807 besetzten es die Feuillanten (zwischendurch von 1619 bis 1635 die Paulaner). Papst Pius IX. ließ das Kloster restaurieren und 1864 durch die Abtei Casamari wiederbesiedeln, zu dessen Kongregation es bis heute gehört. Peugniez rühmt die Schönheit der aus dem 13. Jahrhundert erhaltenen Baulichkeiten (v. a. Kirche und Kreuzgang).

## Literatur

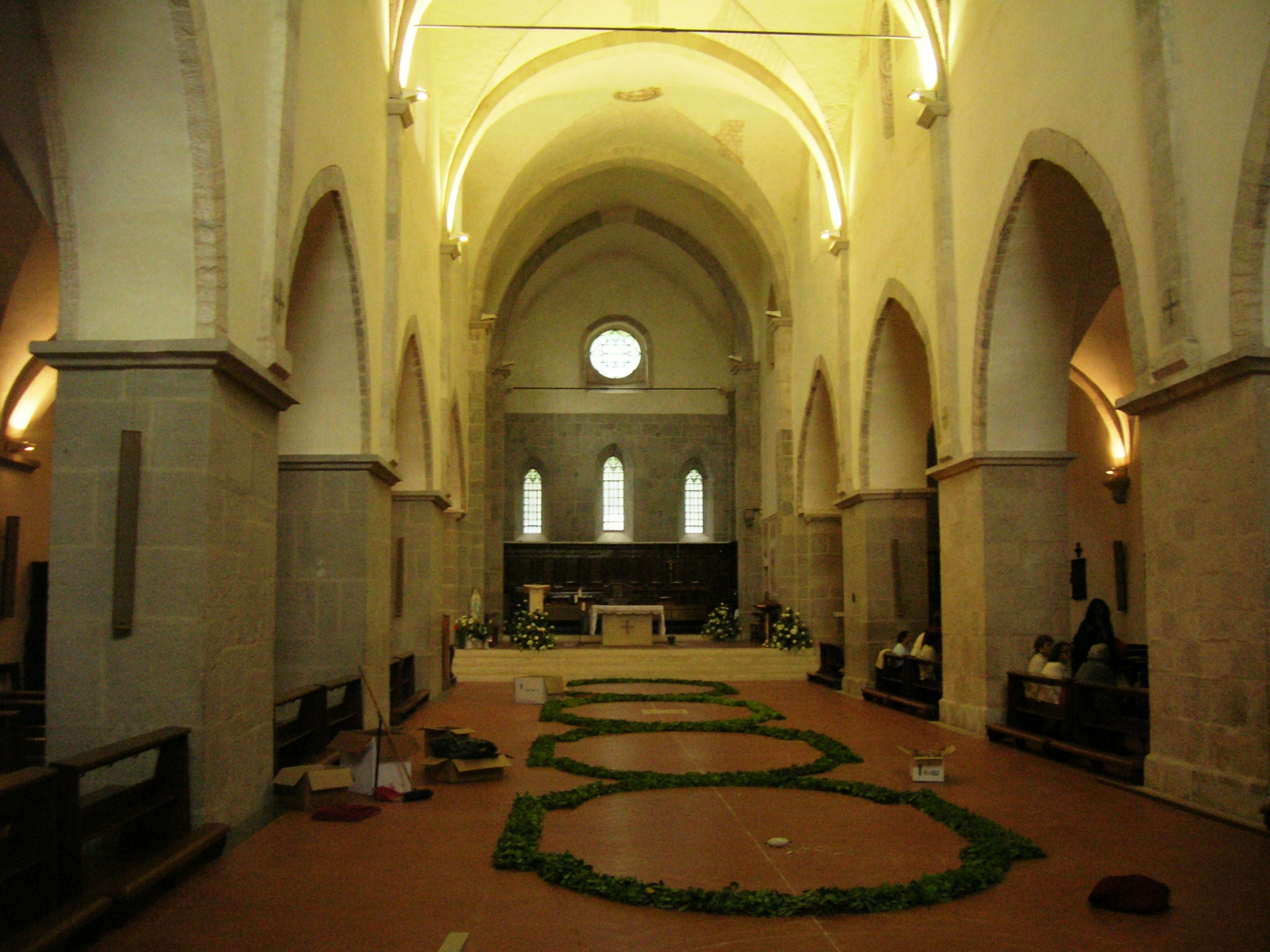
Abteikirche, Inneres